# Sajah
Sajah bint al-Hàrith at-Tamimiyya (àrab: سجاح بنت الحارث التميمية, Sajāḥ b. al-Ḥāriṯ at-Tamīmiyya) (fl. 630 CE) va ser una cristiana àrab de la tribu de Banu Taghlib, protegida inicialment per la seva tribu, tot i que, més endavant, després de provocar una escissió dins de les tribus àrabs, seria defensada pels Banu Hanifa. Sajah va ser una de les persones que es va erigir com a profeta a l'Aràbia del segle vii i també va ser l'única dona que va afirmar ser profetessa durant les guerres d'apostasia del primer període islàmic.

## Biografia
El seu nom complet era Sajah bint al-Hàrith ibn Suwayd at-Tamimí. Segons Muhammad Suhail Taqu̅sh, Sajah era una cristiana que també treballava com a xaman. El seu pare era un cap dels Banu Yarbú, branca dels Banu Tamim, que tenien una població cristiana dominant després del seu freqüent contacte amb cristians de la regió de l'Eufrates. Per altra banda, la seva mare era dels Bani Taghlib de la regió de la Baixa Mesopotàmia. No obstant això, segons Meir Jacob Kister, era el pare de Sajah, al-Hàrith ibn Suwayd, qui pertanyia a la tribu Banu Taghlib de l'Iraq.
Durant la vida de Sajah, la tribu dels Banu Tamim formà part de l'Imperi Sassànida. Aquesta relació es va establir a través del Regne d'Hira. Un regne que era una extensió de Pèrsia a la península Aràbiga. Els comerciants perses passaven per diverses regions abans d'arribar a Hira. Així, els Banu Tamim van tenir un paper important en el manteniment de la seguretat de les caravanes comercials perses que travessaven la península Aràbiga. Mentrestant, a causa de la seva adhesió a la religió cristiana, la tribu Banu Tamim també desenvolupà una estreta relació amb els cristians de la regió de l'Eufrates i del nord de Síria. La branca dels Banu Yarbú, a la qual Sajah pertanyia, va obtenir el monopoli polític a Suq Ukadh tan bon punt el seu líder va ser nomenat àrbitre i jutge del mercat. No obstant això, el seu domini sobre Suq Ukadh va acabar bruscament dos anys abans que Mahoma prediqués l'islam.
Després de la mort de Mahoma, Sajah s'autoproclamà profetessa. Muhammad Suhail sospitava que la motivació de la proclamació de Sajah es devia a un moviment polític per unir les branques de la confederació Banu Tamim. Al principi, Sajah va arribar a la regió de Hizn, on va aconseguir guanyar-se la lleialtat dels Banu Màlik, liderats per de Wakí ibn Màlik, i dels Banu Yarbú, governats per Màlik ibn Nuwayra. No obstant això, la seva proclamació no va ser del tot exitosa: si bé la tribu Banu Taghlib, governada per Hudhayl ibn Imran, va jurar-li lleialtat, abandonant el cristianisme, la majoria de les branques de la confederació Banu Tamim van rebutjar-la, cosa que va impedir que Sajah aconseguís el suport de la majoria dels seus membres. Quan van esclatar les guerres de la Ridda, es va traslladar a al-Yamama, on va unir forces amb Musàylima en una coalició antimedinesa. Poc després aconseguiria reunir 4.000 persones al seu voltant per marxar cap a Medina. No obstant això, va haver de cancel·lar el seu atac després d'assabentar-se que l'exèrcit de Khàlid ibn al-Walid havia derrotat Tulayha al-Assadí, un altre profeta autoproclamat. Finalment, al passar el temps, l'aliança es va acabar rompent de manera sobtada a causa de les sospites de Musàylima envers Sajah. Així, Sajah va deixar Musàylima sol en la lluita contra l'exèrcit musulmà a al-Yamama.
Després de la batalla de Yamama, on va morir Musàylima, les fonts esmenten que Sajah es va convertir a l'islam després de renunciar a la seva pretensió de ser profeta i va morir després del 661 durant el regnat de Muàwiya I. Una altra font conta que Sajah va tornar al territori de la tribu Banu Taghlib després de la mort de Musàylima per a convertir-se a l'Islam i que va viure a Bàssora fins a la seva mort l'any 675. Després de la seva mort, Sàmura ibn Júndab, el governador de Bàssora, va dirigir una pregària fúnebre per ella.